# Астрофізичний інститут імені Фесенкова
Астрофізичний інститут імені В. Г. Фесенкова (АФІФ) — наукова установа в Казахстані. Був заснований на початку Німецько-радянської війни в результаті евакуації групи астрономів з Європейської частини СРСР. У 1989 році інституту було надано ім'я Василя Фесенкова, першого директора інституту. В Астрофізичному інституті за радянських часів було 250—300 співробітників, 2022 року — близько 60 співробітників. Інституту підпорядковані три обсерваторії — Каменське плато, Тянь-Шаньська та Аси-Тургень.

## Історія
В момент початку Німецько-радянської війни 1941 року в Казахстані проводили спостереження 7 експедицій, у складі яких були астрономи, фізики та геофізики з Москви та Ленінграда. Через активний наступ німецьких військ у західній частині Радянського союзу було вирішено залишити науковців в Казахстані та приєднати їх до вчених евакуйованих Європейської частини СРСР. 
10 жовтня 1941 року в Алма-Аті був заснований Інститут астрономії та фізики Казахстанської філії АН СРСР. Провідну роль у створенні інституту відіграв Василь Фесенков. Будівля інституту була збудована під час війни полоненими японцями.
У 1950 році був утворений Астрофізичний інститут АН Казахської РСР. У 1989 році інститут отримав ім'я Фесенкова. 
Астрофізичний інститут був однією з перших організацій, де у середині ХХ століття зароджувалася нова наука — астробіологія.

## Керівники інституту
- 1941—1964 — Фесенков Василь Григорович — засновник і перший директор Інституту астрономії та фізики Казахстанської філії АН СРСР (з 1950 керівник Астрофізичного інституту АН Казахської РСР)
- 1941—1943 — Воронцов-Вельямінов Борис Олександрович — завідувач Астрофізичного відділу інституту астрономії та фізики Казахської АН.
- 1964—1972 — Ідліс Григорій Мойсейович
- 1974—1984 — Омаров Тукен Бігалійович
- В 1987 році — Б. Т. Ташенов
- 2005—2010 — Чечин Леонід Михайлович
- 2010—2016 — Омаров Чингіс Тукенович
- 2016—2017 — Валіуллін Рашит Равилевич
- з 2017 — Бібосінов Асилхан Жанібекович
- з 2020 — Омаров Чингіс Тукенович